# Philippe de Vitry
Philippe de Vitry (Vitriaco, Victriaco) (Vitry (Champagne), vagy Párizs, 1291. október 31. – Meaux vagy Párizs, 1361. július 6.) francia zeneszerző, zeneteoretikus és költő. Kora egyik legműveltebb, matematikai, történelmi és  filozófiai téren egyaránt jártas szelleme. Már akkoriban is, mint a 14. század legnagyobb zeneszerzőjeként tartották számon.
Korábban négy jelentős zenei értekezést tulajdonítottak neki, azonban kettő közülük nem tőle származik. A neve alatt fennmaradt Ars Nova, a 14. század új törekvéseinek hirdetője. Vitry újítása, hogy egyszerűsíti a hangjegyírást, ezzel képessé teszi a zeneszerzőt bonyolultabb ritmusképletek rögzítésére is.

## Élete
A legkorábbi okiratokban úgy szerepel, mint IV. Szép Károly király lelkésze és jegyzője. Utódainál is tekintélyes állásokat töltött be, így a királyi udvarral fennálló kiváló kapcsolatainak köszönhetően egyházi tisztségekben is részesült.
Kb. 1321-től a francia udvar szolgálatában állt, előbb mint királyi titkár és udvari káplán, közben az udvari ranglétrán is gyorsan emelkedik. Gazdag kanonoki stallumokat nyert többek között Cambrai-ban, Clermont-ban, Soissons-ban, Verdunben, Saint-Quentinben. 1338-tól mint királyi jegyző, 1346-tól mint tanácsos, 1350-ben a trónörökös-helytartó követe Avignon-ban és előkészíti a pápai székkel való megegyezést. 1351-től Meaux püspöke, emellett a reformáló államtanács tagja.
Bizonyítottan mindössze 14 motetta maradt ránk tőle. Vitry nem fordított annyi gondot arra, hogy művei fennmaradjanak az utókorra, mint kortársa Guillaume de Machault. Nagy hírneve ellenére egyetlen , nevével jelzett motettája maradt fenn Codex Ivrea, Nr. 37), de Heinrich Besseler tanulmányai óta nagy valószínűséggel még további 13 motetta szerzőségét lehet Vitrynek tulajdonítani. Ezeket az attribuciókat az újabb zenetudományi irodalom is elfogadja, Vitry egyéni stílusa mely széles ívelésű melódikájával, egységesebb, folyamatosabb írásmódjával, világos, sokszor szinte dalszerű formaszerkesztésével az Ars Nova szolgálatában áll, és az izoritmikus motettának, a 14. század tipikus műfajának egyik megalkotójává vált.

## Ars nova

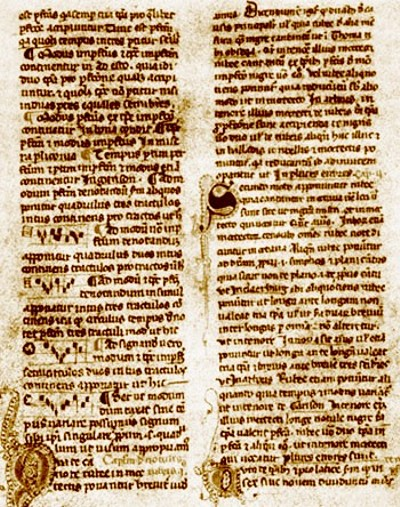
Egy oldal Philippe de Vitry Ars nova című művéből.

Az 1300-as évek után élesedett ki a vita egyes főbb zenei kérdésben az régi nemzedék (Ars antiqua), és az új nemzedék (Ars nova) között. Az 1329-20-as években két traktátussal léptek fel az új nemzedék egyes képviselői, amelyeknek címében benne van az "új" fogalom, ami a matematikus Johannes de Muris Ars Novae Musicae című művében, illetve Vitry Ars nova-jában fogalmazódnak meg. Meg kell jegyezni mindkét traktátus elsősorban notációs és zeneszerzéstechnikai kérdésekkel foglalkozik. Vitry előre biztosított mindenkit, hogy ami nála újnak tűnik, az mind a régi tanításból következik.
Vitry "Ars nová"-n az általa ismertetett új hangjegyírást értette. Abban az időben amikor a lejegyzés szorosan együtt haladt a komponálással, többet értettek rajta: mindenféle felvilágosítást a zenéről, s ez több volt mint amennyi magyarázatot a mai zeneszerzők fűznek partitúráikhoz.